# Nu opgiver han
Nu opgiver han er Martin A. Hansens debutroman, der udkom på Gyldendal i 1935. 
Bogen handler om et sjællandsk landbrugskollektiv, 1930'ernes landbrugskrise og bøndernes tiltagende desillusionering. Temaer forfatteren videreførte og uddybede i romanen Kolonien fra 1937. 